# Uglev
Uglev – miasto w Danii, w regionie Jutlandia Środkowa, w gminie Struer.